# Luiz Júnior
Luiz Lúcio Reis Júnior (Picos, 14 de janeiro de 2001) é um futebolista brasileiro que atua como goleiro. Atualmente, joga pelo Villarreal.

## Carreira

### Início
Nascido em Picos, Luiz começou sua carreira no Clube Atlético Diadema. De Diadema, partiu para primeiras experiências em Portugal, com período de testes no Tondela e no Rio Ave. De volta ao Brasil, ainda se transferiu para um breve período no Mirassol, onde disputou a Copa São Paulo de Futebol Júnior de 2019.
Luiz foi para o Famalicão em 2019. Antes de ser promovido para a equipe principal, Luiz Júnior atuou pelas categorias sub-19 e sub-23.

### Famalicão
Luiz estreou profissionalmente em 27 de novembro de 2020, na derrota de 2-0 diante ao Paços de Ferreira. No dia 25 de fevereiro de 2021, após 11 jogos pela equipe, o Famalicão renovou seu contrato até o final de 2026.
Em 26 de julho de 2022, somando mais de 60 jogos e com belas atuações, o clube português renovou novamente com Luiz em um contrato válido até 2027.
Em 7 de novembro de 2023, após ser titular indiscutível, completando mais de 100 partidas pelo Famalicão, ele renovou novamente em um contrato válido até 2028.
| “ | Estou muito feliz por mais esta etapa do meu trajeto no Futebol Clube de Famalicão. A renovação de contrato é mais um sinal da confiança que o clube deposita em mim. Foi aqui que iniciei o meu percurso a nível profissional e estarei eternamente agradecido ao clube que me tem proporcionado todas as condições para evoluir e mostrar todo o meu valor. | ” |

Luiz terminou sua passagem pelo Famalicão somando 140 jogos, 48 clean sheets e 8 pênaltis defendidos.

### Villarreal
Em 20 de agosto de 2024, Luiz foi anunciado no Villarreal, assinando um contrato válido até 2030.

## Honrarias

#### Individual
- Goleiro do Mês da Primeira Liga: Setembro de 2023[10] e Outubro/Novembro de 2023[11]